# Louis de Buade de Frontenac
Louis de Buade de Frontenac (ur. 22 maja 1622 w Saint-Germain-en-Laye, zm. 28 listopada 1698 w Quebecu) – gubernator Nowej Francji. Frontenac rozpoczął swą karierę w służbie wojskowej we Włoszech i Niemczech. Zdobył sławę jako dobry dowódca i administrator. W 1672 został mianowany gubernatorem generalnym Nowej Francji. Jego energia i samodzielność, a przy tym bezkompromisowość w stosunkach z kościołem, przysporzyły mu wielkiej popularności wśród kolonistów, lecz na dworze królewskim wzbudziły podejrzenie, że zamierza z Nowej Francji utworzyć swoje własne królestwo. Z tego też powodu w 1682 został odwołany z urzędu. Powrócił na niego po siedmiu latach i pozostał na stanowisku do swej śmierci w 1698.
Frontenac włożył wiele wysiłków w poszerzenie granic kolonii. W związku z tym sponsorował wiele wypraw odkrywczych. Do najsłynniejszych należały wyprawy Louisa Jollieta, Jacques’a Marquette i Roberta de La Salle. Za czasów jego urzędowania zasięg wpływów francuskich przekroczył granicę Wielkich Jezior – utworzona została kolonia w dolinie rzeki Ohio – późniejsza Luizjana. Za jego czasów cała kolonia została silnie ufortyfikowana. Ekspansja francuska była jedną z przyczyn wojny króla Wilhelma, pomiędzy brytyjskimi i francuskimi koloniami w Ameryce Północnej. Frontenac osobiście dowodził wojskami. W wyniku walk udało się odeprzeć flotę Williama Phipsa spod Quebecu, a następnie przejść do kontrofensywy. Wypady francuskie dotarły aż do Bostonu i New Jersey.
Na cześć gubernatora nazwano Château Frontenac – luksusowy hotel w mieście Québec.